# 鳥山栄庵
鳥山 栄庵（とりやま えいあん、生没年不詳）は、江戸時代前期の槍術家。名は興政。

## 経歴・人物
京僧(慶増)安太夫に京僧(慶増)流槍術を学ぶ。安芸の浅野氏に仕えた。